# HMS Sälen (1955)
Pour les autres navires du même nom, voir HMS Sälen.
Le HMS Sälen est le deuxième sous-marin de classe Hajen de la marine royale suédoise.

## Carrière
Le navire a été commandé en 1949 à Kockums Mekaniska Verkstads AB à Malmö et sa quille a été posée en 1953. Le navire a été lancé le 3 octobre 1955 et a été mis en service le 8 avril 1957.
Les équipages du sous-marin ont été formés aux écoles navales de Karlskrona, bataillon Sparre. L’assignation, la formation et le service ont été classés comme secrets durant 30 ans. La conception était du même type que les sous-marins allemands de la Seconde Guerre mondiale, à la différence qu’il était équipé d’une « hélice silencieuse » et d’une machine principale construite pour mieux résister aux bombes à couler. Le Sälen avait un équipage formé pour la dernière ligne de défense contre l’Union des républiques socialistes soviétiques pendant la guerre froide et il a été équipé de torpilles sonar modernes dès 1977.
Le navire a été désarmé le 1er juillet 1980 et plus tard ferraillé à Gävle en 1990.

## Galerie

HMS Sälen
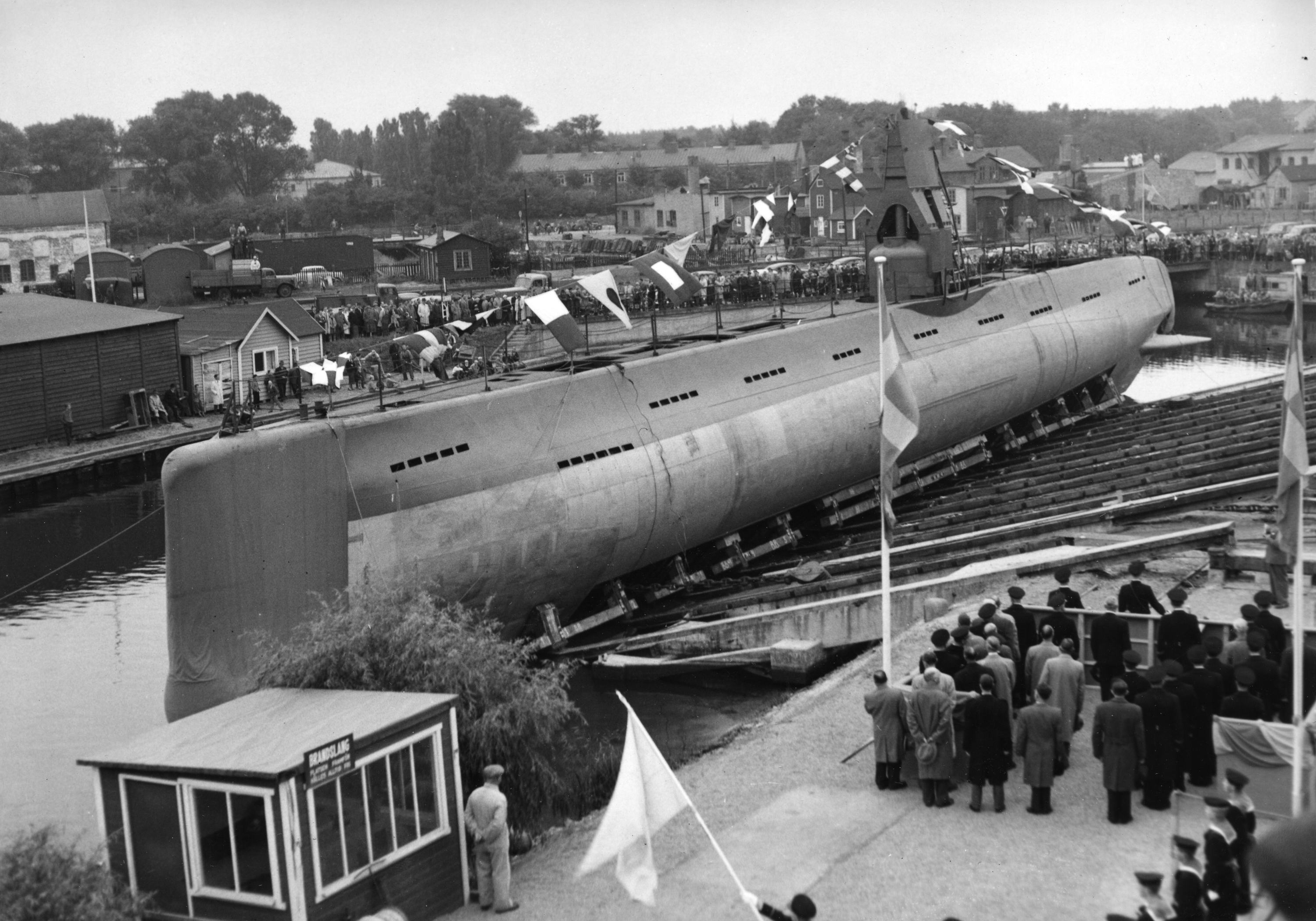
Le HMS Sälen le 3 octobre 1955.
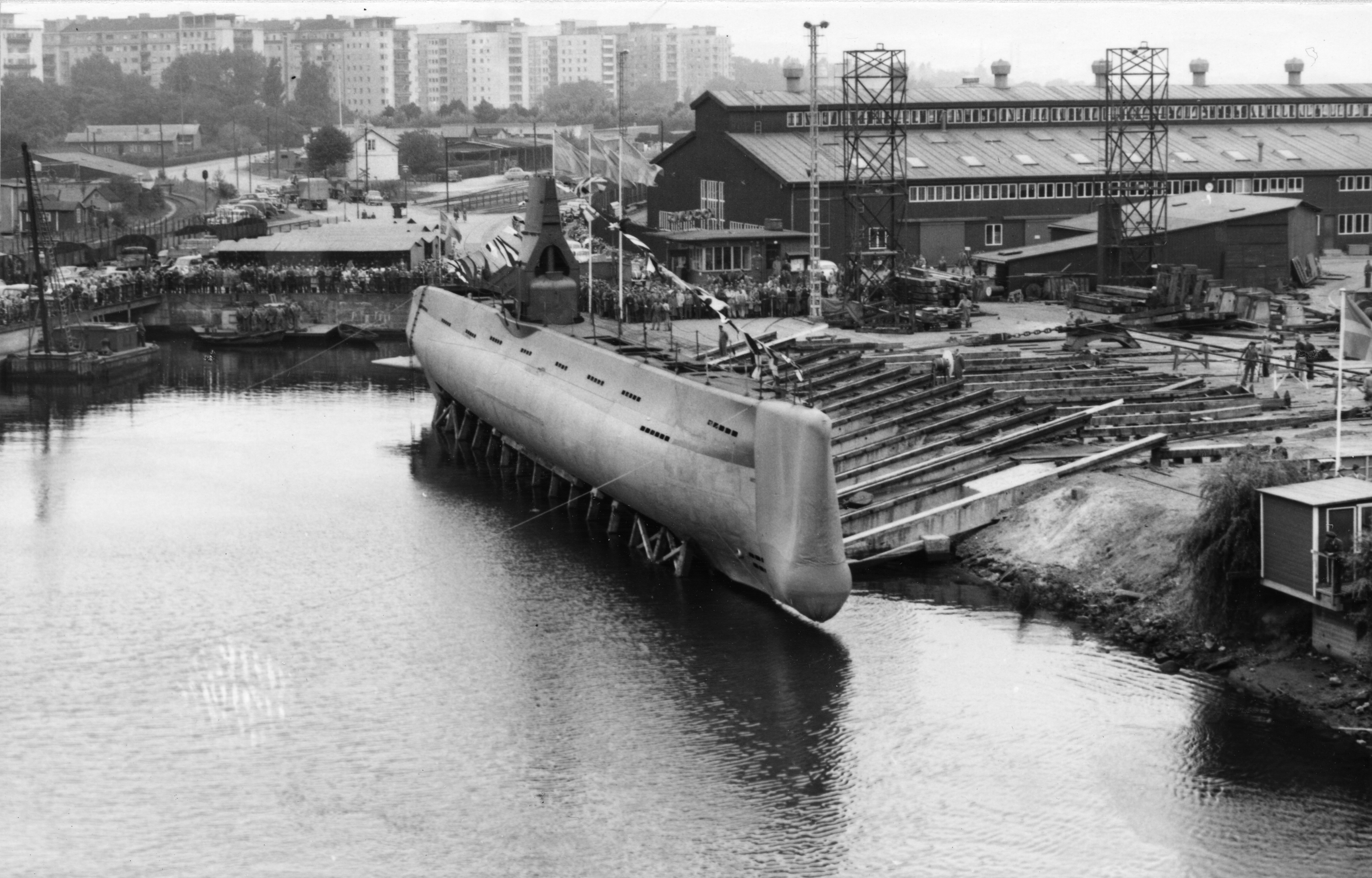
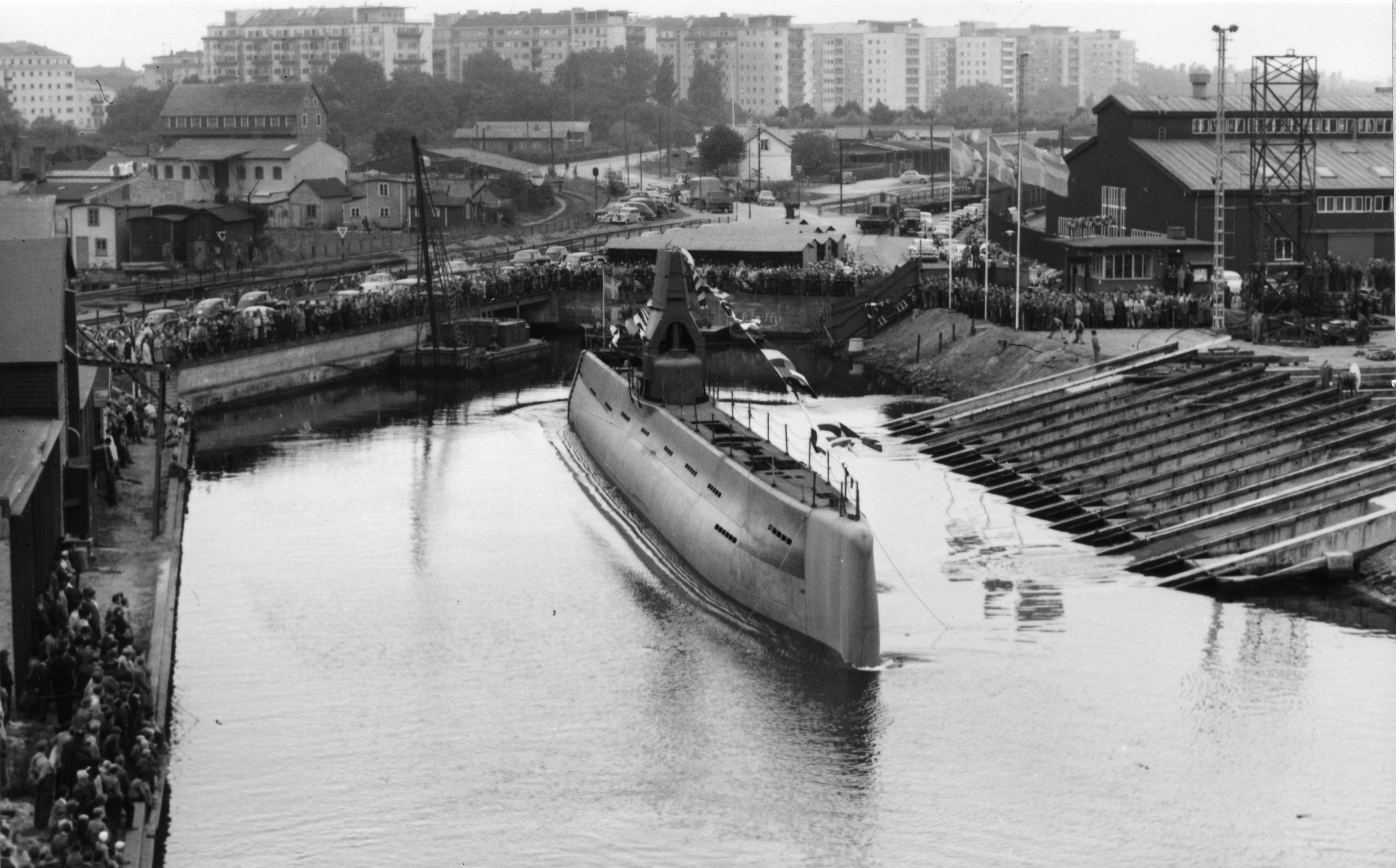
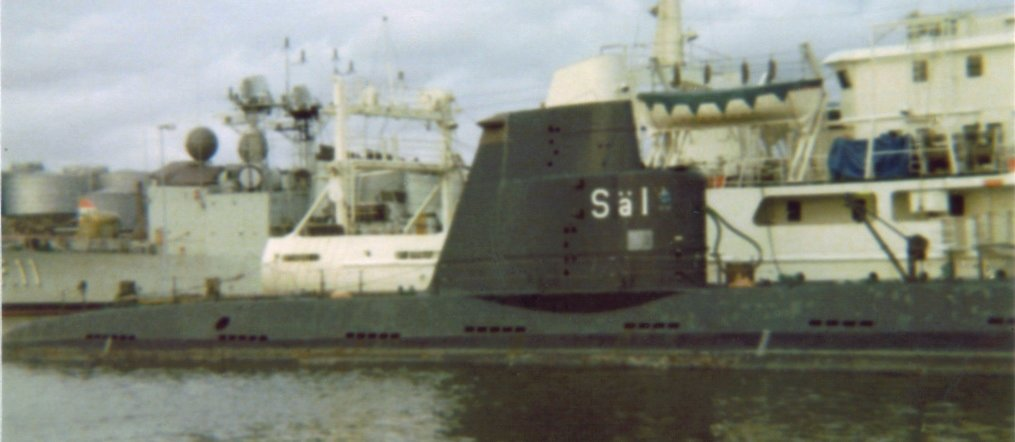
Le HMS Sälen en 1977.